# Schneibstein
Le Schneibstein est une montagne culminant à 2 276 mètres d'altitude dans le massif des Alpes de Berchtesgaden, dans le chaînon des monts de Hagen, à la frontière entre l'Allemagne et l'Autriche.
Dans le flanc nord-ouest, un sentier de montagne d'une difficulté moyenne par les associations d'alpinisme part du refuge du Schneibstein ou du Carl-von-Stahl-Haus à l'amont du Teufelsgemäuer jusqu'au sommet. Ce chemin continue vers le sud jusqu'au Seeleinsee, sous le Kahlersberg. Les pistes de ski et de randonnée populaires de la Kleine et de la Große Reibn mènent également à travers la montagne.